# 外流 (气象学)

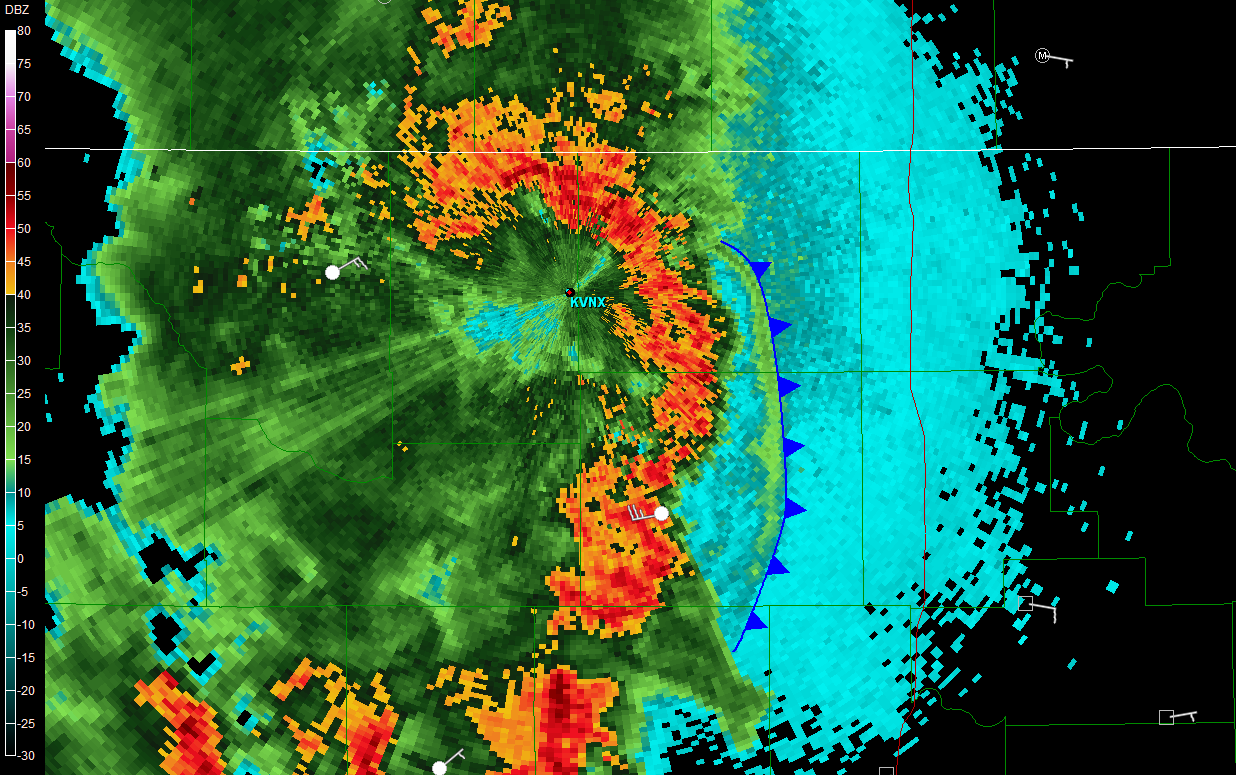
從雷達反射率看出的流出邊界。在這種特殊情況下，流出的前緣也是陣風前沿，由冷鋒符號描繪

在氣象學中，外流是從風暴系統向外流動的空氣。他與皺紋或反氣旋流有關。在對流層的低層中，流出的雷暴以雨冷空氣的形式從雷暴中輻射出來，在天氣衛星圖像上可以看到細繩狀雲，或者在天氣雷達圖像上看到細線。低水平的流出邊界可能破壞小型熱帶氣旋的中心。然而，高空外流對於加強熱帶氣旋至關重要。如果這種流出被削弱，熱帶氣旋就會減弱。如果兩個熱帶氣旋接近，從系統向西流出的上層可以限制系統向東的發展。